# Vadim Chernoff
Pour les articles homonymes, voir Chernoff.
Vadim Chernoff, né le 24 octobre 1887 à Ekaterinoslav, alors dans l’Empire russe, et décédé le 17 avril 1954 aux États-Unis, est un artiste-peintre russe puis américain.

## Biographie
Vadim Chernoff naît le 24 octobre 1887 à Ekaterinoslav dans l’Empire russe (aujourd’hui Dnipropetrovsk en Ukraine). De langue russe, il part faire ses études à Saint-Pétersbourg chez Dmitri Nikolaïevitch Kardovski (1866 † 1943). Il part ensuite pour Munich où il étudie chez Ch. Hollochi, à Paris, à l’académie Ranson, chez Maurice Denis et Félix Vallotton. Il passe deux ans en Italie et revient en 1910 à Saint-Pétersbourg.
Il peint des intérieurs d’églises et de maisons bourgeoises. Il réalise aussi des portraits et des paysages. Ses œuvres connues sont : Portrait de la femme, L’Oiseau de feu, etc. Il participe aux expositions de la Nouvelle Association des peintres en 1913, 1915, 1917.
En 1918 il fait son service militaire dans le département chargé de la politique de l'armée rouge. À la fin de 1919, il part à Tallinn où il dirige le cercle des peintres La Rose noire. Il peint des paysages de ville et exécute beaucoup de scénographies. Une exposition personnelle lui est consacrée à Tallinn en 1920.
Dès 1921, il habite à New York. Il peint l’intérieur de l’église des Pèlerins, de l’école supérieure de Sévard-Park, etc. Il travaille pour le théâtre ainsi que comme professeur. Il fait partie de l’association nationale des maîtres de la fresque ainsi que de l’alliance des beaux-arts de Philadelphie. Il participe aux expositions de l’art russe au musée de Brooklyn à New-York (en 1923, il fait la couverture du catalogue), et participe aux expositions à la galerie M. Sterner et au Grand Central Palace à New-York et au musée des Beaux-Arts de Dallas. Son exposition personnelle a lieu à la galerie Ferargil à New-York. Il meurt le 17 avril 1954 aux États-Unis.

## Sources
(janvier 2011).
- O. A. Léikhind, C. V. Makhrov et D. Y. Sévéruhin, Les Artistes de l’immigration russe 1917-1939, édité à Saint Pétersbourg, 1999.
- On peut trouver plus d'info sur lui dans les éditions rares suivantes :
  - The Studio, 1923, vol. 86, p. 116 ;
  - The Art Digest, 1er octobre 1930, vol. 5, p. 6 ; 15 février 1932, vol. 6, p. 17 ; 15 octobre 1940, vol. 15, p. 27.